# Geschichte einer Nonne (Roman)
Geschichte einer Nonne (Original: The Nun’s Story) ist ein Roman von Kathryn Hulme, der am 6. September 1956 bei Atlantic-Little Brown erschien. Der Roman wurde in den Vereinigten Staaten zunächst als „Buch des Monats“ präsentiert und erreichte Platz 1 der Bestsellerliste der New York Times.
Es wurde verschiedentlich irrtümlich vermutet, der Roman spiegle Hulmes eigene Erfahrungen wieder, tatsächlich basiert er aber auf Leben und Erinnerungen von Marie Louise Habets, einer früheren Ordensschwester der Barmherzigen Schwestern von Jesus und Maria, einer pflegenden Kongregation, der Hulme 1945 bei der Arbeit mit Flüchtlingen im Nachkriegsdeutschland begegnet war. Habets siedelte später mit Kathryn Hulme in die Vereinigten Staaten über, Hulme konvertierte zur römisch-katholischen Kirche.

## Handlung
Die Hauptfigur des Buches, Gabrielle van der Mal, die Tochter eines bekannten belgischen Chirurgen, tritt als Postulantin in eine große Schwesternkongregation ein. Ein großer Teil des Buches schildert ihren Werdegang, ihre Hoffnungen und Schwierigkeiten während der ersten Jahre und die ersten großen Stationen einer neu Eintretenden: Postulat, Einkleidung, Noviziat, zeitliche und ewige Gelübde. Gabrielle, die spätere Schwester Lukas, tritt aus verschiedenen Gründen ein; ein Hauptgrund ist wohl ihr sehnlicher Wunsch, als Missionsschwester in Afrika auf einer abgelegenen Station im Busch wirken zu wollen. Nach den ersten anderthalb Jahren, die die Novizinnen in dem Kloster des Mutterhauses verbringen, einem mehrmonatigen Studium der Tropenmedizin und etwa zwei Jahren, in denen sie in einer Nervenheilanstalt als Pflegerin eingesetzt wird, entsenden die Oberen Schwester Lukas nach den feierlichen Gelübden tatsächlich nach Belgisch-Kongo.
Als sie nach zwölf Jahren in der Mission zurückkehrt, fällt es ihr zunehmend schwer, den gelobten Gehorsam aufzubringen, und sie erbittet in den Wirren des Zweiten Weltkrieges schließlich die Dispens von den Ordensgelübden, die zu dieser Zeit der Ortsbischof gewähren kann. Einige Zeit, nachdem ihr Vater von deutschen Fliegern erschossen wurde, verlässt sie die Gemeinschaft; der Leser erfährt, dass sie sich als Krankenpflegerin einer der im Untergrund arbeitenden belgischen Organisationen anschließen wird.

## Verfilmung
Nachdem der Roman bei seinem Erscheinen teils für unverfilmbar gehalten wurde, wurde er 1959 unter der Regie von Fred Zinnemann doch verfilmt; das Drehbuch zum gleichnamigen Film schrieb Robert Anderson. Die Hauptrolle spielte Audrey Hepburn, die für ihre Darstellung eine Nominierung für den Academy Award erhielt.